# Ґуру
Ґу́ру (санскр. गुरू,«важкий», «вагомий», пізніше значення «вчитель») в індуїзмі, сикхізмі, а також буддизмі та нових релігійних вченнях — духовний наставник, учитель.

## Опис
Ґуру в прямому сенсі є не вчителем, що передає будь-яку інформацію, а тим, хто направляє і живить пробудження учня.
Часто словом «ґуру» називають професіоналів, віртуозів, майстрів своєї справи.

## Історія
У древніх текстах практикуючому йогу часто нагадують про бажаність отримання інформації та вказівок від ґуру, або вчителя. Слово ґуру буквально означає «важлива людина», той, чиї слова цінніші за найшанованіші встановлені і загальноприйняті принципи, і він не диктатор, але порадник. У сучасному світі роль ґуру здебільшого виконують книги, а багато людей досягають великих успіхів у своїй практиці різних напрямків йоги, якщо дотримуються книг з уважним внутрішнім розрізненням і поміркованістю.
Гідний, поважний чоловік. Учитель. Наставник. Індійська традиція ставить вчителя на вищий щабель поваги серед людей. Найшанованіші вчителі вчителів, родоначальників шкіл, традицій. Інститут учительства сходить до давніх мудреців (ріші), які, порушуючи традицію самотнього існування, стали навчати юнаків з вищих станів (варна). Ці діти були більш розвинені та підготовлені до осягнення складних концепцій.
Ріші зробили знання доступним для інших, підіймаючи «юнаків» до свого рівня. Вчителі-ріші запропонували людям не тільки знання, набуте за довгі роки відлюдного життя, але й нову ідеологію, гармонізуючи громадську свідомість у ведичну епоху. Виникло уявлення про систему передачі знань і досвіду. При відсутності підручників та апробованих методик пряма, безпосередня передача знань від вчителя до учня (ґуру-шіш'я парам-пара) здійснювалася індивідуально, приховано, інтимно. Велике значення мала невербальна інформація: міміка, жест, власний приклад та ін. Пізніше навчання стало відбуватися в будинку вчителя (ґуру-кула), в ашрамах і монастирях. Велике значення приділялося психологічній сумісності вчителя та учня. На першому етапі їхні взаємини мають характер звичайного служіння (саман'я-сева?) учня вчителеві, а на стадії набуття вищих знань — характер вищого служіння (уттама-сева?). Учитель може взяти на себе карму учня, щоб знищити її, а учень може викликати о́браз вчителя методом візуалізації (духовної концентрації) навіть після його смерті, щоб отримати від нього пораду чи допомогу. Згідно з ґуру-йогою, що регулює їхні взаємовідносини, учень повинен повністю довіритися вчителю, відмовившись від гордині й самозневажання.

## Термінологія
Учнів називають чела, челака, шравак, шравака, шайкша, садгак, садгака, шішья, прашішья, атевасі та ін. Учень нижчого ступеня (атгама) важко розуміє вчителя. Середній учень (мадг'яма) розуміє всі вказівки та виконує їх. На вищій ступені здібний учень (уттама) продовжує справу вчителя. Знайти «свого» вчителя або учня вважається великою удачею.
Терміну «ґуру» синонімічні — ачар'я, пандіта, упадг'я, бганант та ін. Складні концепції буддизму не засвоюють на низькому рівні розвитку та підготовки. Буддійські вчителі навчаються все життя, розшукуючи та вивчаючи сутри, шастри, тантри. Досягти вершини буддійської практики рідко кому вдається протягом одного життя. Буддист відчуває себе завжди в дорозі. Навіть умираючи, він передбачає, що в наступному житті зробить ще один крок на шляху до спасіння.